# Quique Andreu
Enrique Andreu Balbuena (Valencia, 20 de octubre de 1967) más conocido como Quique Andreu, es un exjugador de baloncesto español de los años 80' y 90' que con una altura de 2,07 metros jugaba en la posición de pívot. 
Debutó en la Liga ACB como jugador del CAI C.B. Zaragoza, en la temporada 1988-1989. Y ya en su primera temporada destacó por su gran capacidad defensiva y reboteadora, siendo elegido "Mejor debutante" de la temporada por la revista Gigantes del Basket.
Con el CAI C.B. Zaragoza se proclamó campeón de la Copa del Rey en 1990 y disputó la final de la Recopa de Europa de baloncesto 1990-91. 
En 1993 fue fichado por el FC Barcelona por 70 millones de pesetas. Jugó cinco temporadas en el club catalán, con el que ganó tres Ligas ACB (1995, 1996 y 1997) y una Copa del Rey (1994).
En 1998 fichó por el Club Juventud de Badalona, en el que jugó dos temporadas sin conseguir títulos. 
Quique Andreu se retiró de la práctica activa del baloncesto a la finalización de la temporada 2000-2001, tras jugar su última campaña en el Ionikos Neas Filadelfeias BC de la Liga de baloncesto de Grecia.

## Selección española
Jugó 80 partidos con la Selección de baloncesto de España, con la que conquistó la medalla de bronce en el Eurobasket de Roma 1991. En total, Andreu participó con la selección en el Eurobasket 1989, el Eurobasket 1991, el Mundobasket 1990, y los Juegos Olímpicos de 1988 y de 1992). 
Con la selección Promesas conquistó la medalla de bronce en la Universiada de Zagreb de 1987 y con la selección sub’22 ganó la medalla de oro en el Mundobasket de la categoría disputado en Andorra (Teruel) en 1989.

## Clubes
- Llíria: 1986-1988.
- CAI C.B. Zaragoza: 1988-1993.
- FC Barcelona: 1993-1998.
- Club Joventut de Badalona: 1998-2000.
- Near East Athens (Grecia): 2000-2001.

## Palmarés

### Títulos internacionales de Selección
- 1 medalla de bronce en el Eurobasket de Roma: 1991, con la Selección de baloncesto de España.
- 1 medalla de bronce en la Universiada de Zagreb de 1987 con la selección de España Promesas.
- 1 medalla de oro en el Mundobasket sub-22 disputado en Andorra (Teruel) en 1989, con la selección española sub-22.

### Títulos nacionales de Club
- 3 Ligas ACB: 1995, 1996 y 1997,  con el FC Barcelona.
- 2 Copa del Rey:

- 1 con el CB Zaragoza: 1990.
- 1 con el FC Barcelona: 1994.

### Galardones individuales
- Elegido "Mejor debutante" de la Liga ACB de la temporada 1988-1989 por la revista "Gigantes del Basket".
- Líder de la Liga ACB en porcentaje de tiros de campo en la temporada 1990-1991.